# Кремер, Борис Александрович
Борис Александрович Кре́мер (18 марта 1908, Новая Колпна, Тульская губерния — 13 января 1976, Москва) — советский исследователь Арктики, почётный полярник, географ и метеоролог.
В 1935 году был одним из организаторов второй на Северной Земле полярной станции «Мыс Оловянный». В 1941—1943 годах — начальник полярных станций на мысе Арктическом и на острове Домашний. Был руководителем полярной станции «Бухта Тихая» на Земле Франца-Иосифа (1938—1940) и полярной станции на мысе Уэлен, Чукотка (1944—1945). Начальник Челюскинского Арктического района Главсевморпути и полярной станции «Мыс Челюскин»,  Таймыр (1946). Начальник Провиденского Арктического района и полярной станции «Бухта Провидения», Чукотка (1947—1950). Ученый секретарь Комиссии по проблемам Севера Академии наук СССР (1959). Начальник отдела Полярных станций Главсевморпути (1963—1968). Начальник отдела Гидрометеорологического обеспечения арктического, антарктического и морского управления Гидрометеослужбы СССР (1968). Член Географического общества СССР, член Учёного совета московского филиала Географического общества. Автор научных и научно-популярных статей по истории исследования и освоения Арктики.

## Биография

### Детство и юность
Борис Кремер родился в посёлке Новая Колпна Тульской губернии в потомственной преподавательской семье. Дед — Яков Иванович Кремер (Жак Жан Кремер), доктор философии Гентского университета, специалист по древним языкам, в 1861 году приехал в Россию из Люксембурга для преподавательской деятельности; имел звание статского советника и был причислен к дворянскому сословию. Бабка — Мария Ивановна Бабикова, сестра актёра М. И. Бабикова и писателя К. И. Бабикова, была частным педагогом.
Отец — Александр Яковлевич Кремер, преподаватель математики в Серпуховской Александровской гимназии и в Ростовской мужской гимназии № 1. Мать — Екатерина Терентьевна Кольцова, крестьянка Волоколамского уезда, была домохозяйкой, родила семерых детей — шестерых сыновей и дочь. Борис был младшим в семье.
Первая мировая война и революция застала выросших детей в разных частях страны. Родители с двумя подростками, Борисом и Тамарой, до 1920 года жили в своем доме в селе Нечаево Тульской губернии. Затем Александр Кремер вместе со своей семьёй переехал; работал преподавателем физики, метеорологии, луговодства, садоводства и огородничества в Каширском сельскохозяйственном техникуме. В 1921 году от неудачной операции аппендицита скончалась мать Бориса Кремера, а в 1925 году умер его отец.
После смерти отца Борису Кремеру пришлось оставить учёбу. Брат Александр, вернувшийся в Щёкино в 1925 году, устроил его на работу откатчиком вагонеток. В 1926 году Борис Кремер приехал в Москву. Жил в тульском землячестве на Большой Серпуховской улице, работал чернорабочим, грузчиком, строгальщиком по металлу на заводе «Стекломашина». Какое-то время работал в Крыму с геологической экспедицией. К этому времени Кремер имел за плечами образование в семь классов средней школы

### Гидрометеослужба
В 1932 и 1933 годах проходил Второй международный полярный год. Программы новых исследований широко освещались в газетах, важное внимание уделялось метерологии. Председателем советского комитета международного полярного года был известный метеоролог профессор Алексей Вангенгейм. В это время Кремер познакомился с четой метеорологов — Сергеем Петровичем Хромовым и Лидией Ивановной Мамонтовой, работавшей в метеорологической обсерватории имени Михельсона — и получил приглашение на работу в обсерватории в качестве наблюдателя-практиканта, с испытательным сроком.
Вскоре Борис Кремер был утверждён в штатной должности метеоролога-наблюдателя, затем старшего метеоролога, и в 1934 году был переведён на работу в московском управлении Единой гидрометеослужбы в должности метеоролога-инспектора. В этом качестве он обучал молодых метеорологов и ездил по Подмосковью, налаживая работу новых метеоточек.
Весной 1935 году, как он сам впоследствии вспоминал «захваченным романтикой покорения Северного Ледовитого океана», поступил на работу в Главсевморпуть в качестве старшего метеоролога в резерв Полярного управления Главсевморпути.

### Мыс Оловянный
Свое первое назначение на «не слишком престижную» (то есть, расположенной не на очень высокой широте) полярную в бухте Прончищевой, Кремер воспринял как соответствующее новичку. Однако, вскоре Кремер был назначен в состав полярной станции по руководством Эрнста Кренкеля, которого сам Кремер впоследствии считал своим «крёстным отцом в Арктике».
В августе 1935 года ледокольный пароход «Александр Сибиряков» доставил на мыс Оловянный запасы и снаряжение, группу строителей и четырёх полярников: Кренкеля,
Мехреньгина, Голубева и Кремера. Пароход оставался около будущей станции несколько дней, за которые строителями были поставлены жилой дом и склад, а позже из оставшихся материалов полярники сами соорудили баньку. С осени 1935 года по весну 1936 года полярники вела метеорологические наблюдения на мысе Оловянный. В марте 1936 года группа разделилась: Кренкель и Мехреньгин перебрались на остров Домашний, где они расконсервировали первую Североземельскую полярную станцию Ушакова—Урванцева, а Кремер с Голубевым остались на станции «Мыс Оловянный»; старшим по станции Кренкель назначил Кремера. Две работающие станции увеличили качество районных метеосводок. С 19 июля станции давали погоду каждые три часа.
В середине лета 1936 году Мехреньгин, а за ним и Кренкель заболели цингой, в августе у обоих болезнь перешла в тяжёлую форму. 1 сентября к острову Домашний подошёл «Александр Сибиряков», который привёз смену заболевшим полярникам. Затем ледокольный пароход двинулся к зимовке на мысе Оловянный, но на месяц застрял во льдах у пролива Шокальского. Только с помощью ледокола «Ермак» «Александр Сибиряков» смог освободиться из ледового плена, но к тому времени наступил уже октябрь и дальнейшее продвижение на север стало невозможным. Таким образом, Кремеру и Голубеву пришлось провести вторую, сверхплановую зимовку.
Кремер и Голубев провели весь цикл наблюдений по научной программе, и помимо метеонаблюдений, собрали ценные коллекции геологических образцов. К этому времени относится первое научно-практическое открытие Кремера: изучая гидрологический и ледовый режим пролива Шокальского, ежедневно измеряя толщину льда пробивая майну плешней и взрывая лед аммоналом, он пришел к убеждению, что этот путь может стать запасным маршрутом на трассе Северного морского пути — в том случае, если основной маршрут через пролив Вилькицкого будет забит непроходимыми льдами
В марте 1937 года на мысе Оловянный посадку лётчик Махоткин, который привёз свежие продукты. Полярникам при желании было разрешено покинуть зимовку на самолёте, но они приняли решение остаться до начала навигации, когда должна была прийти их смена, чтобы обеспечить тем самым непрерывную работу станции. Однако летом 1937 года в пролив Шокальского не удалось проникнуть ни одному судну. Оставлять экспедицию на третью зимовку было невозможно — полярники были утомлены, запасы продуктов и горючего, а также оборудование станции нуждалось в пополнении. Полярную станцию решено было законсервировать; 13 сентября 1937 года Кремер и Голубев на гидросамолёте Махоткина покинули её.

### Бухта Тихая
Летом 1938 года Кремер был назначен начальником полярной станции в бухта Тихой на Земле Франца-Иосифа — на тот момент самой крупной в Арктике научно-исследовательской обсерваторией за 80-й параллелью. Состав сотрудников станции составлял более десяти человек. Обсерватория вела работы практически по всему спектру геофизических и гидрофизических исследований: аэронавигации, судовождения в высоких широтах, метеорологии, гидрологии, строению атмосферы и прохождению радиоволн, радиосвязи, геомагнитизму, атмосферному электричеству; выполнила 2456 сроков наблюдений за полярным сиянием. Кремер провёл на станции две зимовки.
3 мая 1940 года указом Верховного Совета СССР «О награждении группы полярников» Кремер был удостоен ордена «Знак Почёта». В сентябре 1940 года «Александр Сибиряков» доставил новую смену с новым начальником.

### Мыс Арктический
В начале 1941 года Кремер получил назначение подготовить и провести экспедицию на мысе Арктическом. Целью экспедиции было изучение района и выбор места для строительства постоянной станции и посадочной площадки для поддержки возможного альтернативного маршрута Северного морского пути в обход Северной Земли по высоким широтам. Существенную помощь в подготовке Кремеру оказал полярный лётчик Борис Чухновский, с которым к тому времени Кремер жил в одном доме — так называемом «Доме полярников».
9 мая 1941 года самолёт полярного лётчика Тягунина сел на лыжах на ледник в нескольких километрах от берега самой северной части арктической суши. Он доставил группу полярников из трёх человек во главе с Кремером, запас продуктов на полгода, научное оборудование, радиоаппаратуру с большим радиусом действия и фанерный домик размерами 4,3×2 м. В сложных полярных условиях изучался рельеф, почва, растительный покров, замерялась глубина в речках и океане.
В результате проведённых исследований Кремер пришёл к заключению о том, что район мыса Арктический по своим топографическим и климатическим условиям является непригодным местом как для аэродрома, так и для полярной станции. 27 августа 1941 года за полярниками пришёл ледокол «Садко». 2 сентября 1941 года Кремер прибыл в Диксон.

### Остров Домашний
По прибытии в Диксон Кремера на радиоразговор из Москвы вызвал начальник Главсерморпути Иван Папанин. Шёл третий месяц войны с Германией, фашистские войска угрожали советскому Заполярью как на суше, так и в арктических морях и для обеспечения метеорологическими сводками армии и флота требовалось немедленно расконсервировать полярную станцию на острове Домашний. Планировалось, что на Северную землю полярную группу из трёх человек под руководством Кремера доставит «Садко», но находившийся в это время в Диксоне заместитель начальника Главсевморпути Пётр Ширшов, не желая рисковать судном — в Карское море уже могли проникнуть немецкие подводные лодки — решил отправить полярников гидросамолётом. На борт самолёта, до отказа загруженного горючим на обратный путь, разрешалось взять только рюкзаки с личными вещами; продукты, горючее, оборудование не брались в расчёте на запасы, оставленные на законсервированной станции, которых должно было хватит до лета 1942 года.
В августе 1942 года из порта Диксон вышел ледокол «Александр Сибиряков»; одной из целей этого рейса была задача доставить смену группе Кремера и пополнить запасы этой полярной станции. Но 25 августа «Александр Сибиряков» был обнаружен немецким крейсером «Адмирал Шеер» и в ходе неравного боя потоплен у острова Белуха в Карском море. Таким образом, группа Кремера была вынуждена остаться на ещё одну зимовка, при этом запасы продуктов подошли к концу. Поздней осенью 1942 году на остров был отправлен самолёт Ивана Черевичного с припасами, но, не сумев совершить посадку, экипаж, снизившись, сбросил продукты в мешках и банках на берег. При этом значительная часть продуктов была утеряна. Чтобы выжить, полярники охотились, дабы избежать цинги — пили тёплую кровь зверей. Тяжёлые условия зимовки привели к болезням полярников, 3 марта 1943 года один из них скончался.
Несмотря на сложные условия, полярная группа Кремера продолжала выполняли задачу по метеонаблюдению и передаче сводок по радио. В светлое время суток сводки требовались ежечасно — в Баренцевом и Карском море советская авиация и флот вели напряжённую борьбу с немецким флотом, прежде всего с подводными лодками. Кроме того, частые метеосводки требовались и для дезинформации противника — чтобы у немцев, прослушивающих радиопереговоры, создавалось впечатление, что советские самолёты постоянно находятся в воздухе, в поиске вражеских кораблей.
К осени 1943 года ослабленные суровыми условиями и выматывающей работой полярники оказались вновь поражены болезнями: у Кремера повторно началась цинга, у радиста Скворцова участились приступы аппендицита. Остров был почти полностью блокирован льдами, эвакуировать станцию при помощи судна не представлялось возможным. 12 сентября 1943 гидросамолёт под управлением лётчика Стрельцова безуспешно пытался сесть в узкую полынью у берега острова. На следующий день с большим риском ему удалось всё-таки совершить приводнение и группа Кремера была эвакуирована на Диксон.

### 1944—1950
Осенью 1944 года Кремер был назначен начальником полярной станции на мысе Уэлен (Чукотский полуостров). Небольшой штат состоял из шести человек, из которых четверо были девушки. Этой станцией Кремер руководил до лета 1945 года.
В 1946 году Кремер был назначен начальником радиометеоцентра мысе Челюскин, который обеспечивал связь с меньшими полярными станциями и соседними арктическими центрами. Персонал радиометеоцентра насчитывал 49 человек: метеорологи, гидрологи, аэрологи, магнитологи, актинометристы; значительную часть составляли женщины
С 1947 по 1950 год работал начальником Провиденского Арктического района. В район включался радиометеоцентр с десятками сотрудников и насыщенной научной программой, и отдельные островные зимовки.

### Главсевморпуть
С декабря 1950 году Борис Кремер работал в аппарате Главсевморпути в Москве. К этому времени, несмотря на то, что он возглавлял научные коллективы в Арктике, Кремер не имел документа об окончании школы или вуза. Поэтому он немедленно поступил в вечернюю школу на Красной Пресне, где экстерном закончил три недостающих класса для среднего образования, и осенью 1951 года стал студентом географического факультета Московского государственного университета. В 1958 года защитил дипломную работу на тему «Земля Франца-Иосифа. История исследования и современное представление о природе».
Работал на должностях инженера, старшего инженера, исполняющего обязанности начальника отдела научных учреждений управления полярных станций. Впоследствии был начальником отдела полярных станций в Главсевморпути, а потом, в связи с реорганизацией — в Главном управлении Гидрометеослужбы СССР, куда были переданы полярные станции Арктики и Антарктики.

### Последние годы
В 1968 году вышел на пенсию, после чего активно участвовал в общественной деятельности. Скончался в январе 1976 года. В августе 1976 года, согласно завещанию, урна с прахом захоронена на острове Домашний архипелага Северная Земля, где сам Кремер весной 1965 года устанавливал урну с прахом полярного исследователя Геогргия Ушакова. Два года спустя, в 1978 году, временный памятник был заменён на гранитный. На доске выгравирована надпись: «Исследователь Арктики. Почётный полярник. Кремер Борис Александрович. 18-III-1908 — 13-I-1976. Северная Земля 1935—1937 гг. 1941—1943 гг. Бороться и искать!»

## Семья
- Жена — Наталья Валентиновна Пятышева (1907—1984), родилась на железнодорожной станции Астапово в семье инженера-путейца. Окончила историко-философский факультет МГУ. Работала старшим научным сотрудником Государственного Исторического музея в Москве и Херсонесского музея в Крыму. Кандидат исторических наук. Автор статей и монографий, посвященных истории античного и средневекового Крыма.
- Дочь Эльвира (1932—1977). Окончила географический факультет МГУ, работала старшим научным сотрудником Всесоюзного научно-исследовательского института природных газов.

## Память
По предложению Гидрографического предприятия ММФ СССР в честь Бориса Александровича Кремера назван мыс на юго-восточном побережье острова Октябрьской Революции в архипелаге Северная Земля.